# Список млекопитающих, занесённых в Красную книгу Волгоградской области
Список млекопитающих, занесённых в Красную книгу Волгоградской области включает 5 видов.

## Список видов
| Отряд Насекомоядные (Eulipotyphla) |                                                          | | |
|                                    | Русская выхухоль — Desmana moschata (Linnaeus, 1758)     | 1 категория. Очень редкий, реликтовый вид, эндемик России.                                                                            | Глобально редкая. В области сохранилась только в поймах Дона, Хопра, Кумылги и других рек бассейна Дона. |
| Отряд Грызуны (Rodentia)           |                                                          | | |
|                                    | Мохноногий тушканчик — Dipus sagitta (Pallas, 1773)      | 3 категория. Редкий вид, представленный реликтовыми, изолированными популяциями.                                                      | Встречается лишь в Калачёвском районе на Голубинских песках и в Арчединско-Донском песчаном массиве (Фроловский и Серафимовичский районы). |
|                                    | Полуденная песчанка — Meriones meridianus (Pallas, 1773) | 3 категория. Редкий вид, представленный реликтовой, изолированной популяцией, которая может исчезнуть при изменении условий обитания. | На Голубинских песках (Калачёвский район) обитает изолированная популяция, удалённая почти на 500 км от основного ареала. |
| Отряд Хищные (Carnivora)           |                                                          | | |
|                                    | Перевязка — Vormela peregusna (Güldenstädt, 1770)        | 3 категория. Редкий вид. | Крайне редко встречается в Заволжье. Возможно обитает в районе станицы Усть-Хопёрская в Серафимовичском районе. |
| Отряд Парнокопытные (Artiodactyla) |                                                          | | |
|                                    | Сайга — Saiga tatarica Linnaeus, 1758                    | 2 категория. Редкий вид. | В Волгоградской области регулярно отмечался в Палласовском районе в окрестностях озёр Эльтон, Булухта и Боткуль, около села Савинка, хутора Паничкин, посёлков Кумыска и Куликов, к востоку от горы Улаган и в урочище Кондрашов сад, а также в Старополтавском районе около посёлка Торгун и села Гмелинка. В 2013 г. одну особь видели на территории Камышинского района. |